# Tyra Misoux
Tyra Misoux (Steinfurt; 3 de enero de 1983) es una actriz y actriz pornográfica alemana que también ha utilizado los nombres artísticos de Jasmin, Lexi, Lexi Love, Leonie Love y Myriam Love.
Desde julio de 2008 ya no trabaja en exclusiva para la productora Magmafilm. Según ha declarado en su página web quiere dedicarse de ahora en adelante a otros proyectos y, sólo ocasionalmente, trabajar para la industria erótica.

## Biografía

### Inicios
Nacida en Steinfurt, Tyra Misoux se crio en Berlín, donde también estudió. Fue descubierta en 2001 a la edad de 18 años por los productores alemanes Nils Molitor y Klaus Goldberg en la discoteca berlinesa Q-Dorf. En febrero de 2002, poco después de su decimonoveno cumpleaños, entró en la industria del sexo. Su nombre artístico, Tyra Misoux, es una distorsión de tiramisú, un postre italiano.

### Carrera en el porno
Comenzó en 2002 con la película Die Megageile Küken-Farm, seguida por otras como Die 8. Sünde y Achtzehneinhalb 18. Ese mismo año, ganó el Venus Award como mejor actriz joven. Dos años más tarde, en 2004, logró el gran éxito al ser galardonada con el Venus a la Mejor Actriz.

## Filmografía
2002:
- Versaute Teeny-Sex-Parties
- Teeny Car Wash Center
- Ein Sommertagstraum
- Die Megageile Küken-Farm
- Die Magma Pornoparty
- Lollipops 16
- Klinik der Lust
- Hotel Fickmichgut
- Der Fluch des Scheichs
- Anja Juliette Laval: Private Collection
- Die 8. Sünde
- Achtzehneinhalb 18

2003:
- Tyra Misoux... süss wie Schokolade...
- Teeny Fantasien
- Sexy Business
- Objekt der Begierde
- Naturgeile Mitarbeiterinnen
- Der Megascharfe Waschsalon

2004:
- Verrückt nach Tyra
- Tyra Misoux - Süsser als Schokolade!
- Schwere Jungs & leichte Mädchen
- Ohne Bockschein darf kein Bock rein!
- Magmas superheisse Star Revue
- Kleine Luder
- Katsumi Provocation
- Auf die ganz harte Tour
- Anja Juliette Laval: Die unschuldige Schönheit

2005:
- Porn Hard Art
- Akademie der Lüste
- Models

2006:
- Was wäre, wenn...?
- V Dreams Vol. 3
- V Dreams Vol. 4
- Tyras sinnlicher Duft
- Prof. F. Stein oder Ich baue mir meine Traumfrau
- Pink Detective und der Slip-Schnüffler
- Bezaubernde Tyra
- Elementarteilchen

2007:
- Eine Verhängnisvolle Wette
- Der Spiegel deiner Leidenschaft
- Das Sex-Leben der Anderen

2008:
- Annina Superstar
- Body Switch
- In Bed with Tyra